# Liberia Broadcasting System
Liberia Broadcasting System, nota anche con l'acronimo LBS, è l'ente radiotelevisivo pubblico della Liberia. Trasmette da Paynesville, sobborgo della capitale Monrovia, in inglese.

## Storia
Fondata come corporazione radiofonica nel 1960, la società apparteneva ed era gestita dalla britannica Associated-Rediffusion/Rediffusion London, del gruppo ITV, fino al 1968, quando l'amministrazione la trasferì al governo della Liberia. La società iniziò a trasmettere programmi televisivi come "Liberia Broadcasting Corporation" (LBC) a gennaio 1964.
In seguito al colpo di Stato del 1980, l'appena formatosi Consiglio di Redenzione del Popolo assegnò alla società il suo attuale nome di Liberia Broadcasting System (LBS). A causa della prima guerra civile (1989-1997) l'azienda sospese le trasmissioni radio e TV nel 1990, perché l'edificio dove si trovavano i suoi studi era stato pesantemente danneggiato e saccheggiato.
In seguito, la radio riprese a trasmettere, nonostante la guerra, ma dal sobborgo di Paynesville, perché il centro della capitale Monrovia era diventato inaccessibile. All'arrivo della missione di peacekeeping dell'Africa occidentale ECOMOG durante il 1990, il contingente fornì uno spazio alla LBS perché continuasse le sue trasmissioni radiofoniche nella free zone della città, sull'isola di Bushroad, dove si trovava la base della missione. 
Negli anni successivi LBS si trasferì al Ducor Continental Hotel, nel centro della città, dove restò fino al 1998, quando, a conflitto terminato e in seguito all'elezione di Charles Taylor a presidente della Liberia, ritornò nel quartiere di Paynesville.
Nel 2008, grazie all'intervento del governo cinese, che installò un nuovo trasmettitore di 10 kw FM e diversi ripetitori secondari in tutto il Paese, la radio, che fino ad allora aveva coperto l'area metropolitana di Monrovia, raggiunse una copertura nazionale. Inoltre, fu finalmente ristabilito anche il servizio di televisione, la Liberia National Television (LNT), parte di LBS, inizialmente nella zona di Monrovia, con un'estensione prograssiva a livello nazionale.

## Servizi

### Televisione
| Nome                | Sede     | Тipo        | Lancio | Lingua  |
| ------------------- | -------- | ----------- | ------ | ------- |
| Liberia National TV | Monrovia | generalista | 1960   | inglese |

### Radio
| Nome | Sede     | Тipo        | Lancio | Lingua  |
| ---- | -------- | ----------- | ------ | ------- |
| ELBC | Monrovia | generalista | 1964   | inglese |

## Ricezione

### Terrestre
La televisione di Liberia Broadcasting System trasmette in standard DVB-T HD; la radio trasmette in AM e in FM.

### Satellite[5]
| Satellite          | Astra 2F                   |
| Posizione orbitale | 28.2° E                    |
| Canali             | Liberian National TV, ELBC |
| Frequenza          | 12525 V                    |
| SR                 | 30000                      |
| FEC                | 5/6                        |
| Modulazione        | QPSK                       |

### Streaming
Liberia Broadcasting System in streaming